# Nausicaa Bonnín i Dufrenoy
Nausicaa Bonnín i Dufrenoy (Barcelona, 28 d'abril de 1985) és una actriu catalana de teatre, cinema i televisió, filla de Hermann Bonnín i Sabine Dufrenoy.
Gràcies a la seva interpretació l'any 2009 a Tres dies amb la família, va rebre el Gaudí a la millor actriu. El 2023 va encarnar la lluitadora antifeixista Neus Català (1915-2019) a la pel·lícula Un cel de plom, l'adaptació de la biografia novel·lada escrita per Carme Martí.

## Teatre
- Contes dels boscos de Viena (1994)
- El bell lloc (1998), de Joan Brossa
- El combat de les sorpreses o El misteri de l'estoig xinès (2000), d'Hermann Bonnín (amb Hausson)
- Aquí al bosc (2001), de Joan Brossa
- Magnus (2005), de Jordi Teixidor
- La intrusa (2005), de Maurice Maeterlinck
- Nausica (2006), de Joan Maragall (versió Jordi Coca)
- El jardí abandonat (2007), de Santiago Rusiñol
- El parany de Medusa (2007), d'Erik Satie
- El llibertí (2007-2008), d'Eric-Emmanuel Schmitt
- La gaviota (2009), d'Anton Txékhov
- Grooming (2009), de Paco Bezerra
- Tots fem comèdia (2013), de Joaquim Oristrell
- La dama de les camèlies (2014), de Sabine Dufrenoy, basada en la novel·la homònima d'Alexandre Dumas (fill)
- Ocells i llops (2014), de Josep Maria de Sagarra
- Tots fem comèdia (2014), de Joaquim Oristrell
- L'efecte (2015), de Lucy Prebble
- La cena del Rey Baltasar (2015), de Calderón de la Barca
- Sunday Morning (2016), de Carol López
- Don Juan (2016), de Molière
- Las brujas de Salem (2016), d'Arthur Miller
- El sistema solar (2018), de Mariana de Althaus
- Eva contra Eva, de Pau Miró[3]
- Hedda Gabler (2022), d'Henrik Ibsen[4]

## Pel·lícules
- Andrea (1996). Llargmetratge
- No puc deixar de dir adéu (1997). Curtmetratge
- Una ombra al meu camí (2004). Curtmetratge
- El millor de mi (2006). Llargmetratge
- Les vides de Cèlia (2006). Llargmetratge
- La vida abismal (2007). Llargmetratge de Ventura Pons
- Càmping (2007). Telefilm
- Dibujo de David (2007). Curtmetratge
- Tres dies amb la família (2009). Llargmetratge de Mar Coll
- El asesino a sueldo (2009). Llargmetratge
- Elisa K (2010). Llargmetratge de Jordi Cadena i Judith Colell
- El cos (2012). Llargmetratge d'Oriol Paulo
- Los tontos y los estúpidos (2014). Llargmetratge de Roberto Castón
- Segrest (2016). Llargmetratge de Mar Targarona
- La llum d'Elna. Telefilm de Sílvia Quer (2017)[5]
- Un cel de plom. Llargmetratge de Miquel Romans (2023)[6]

## Sèries de televisió
- El cor de la ciutat (2005-2008)[7]
- Paradigma (2008)
- Barcelona Ciutat Neutral (2011)
- Familia (2013)
- Fassman (2014)
- Sé quién eres (2016)
- Cites (2015-2016)
- Servir y proteger (2017)
- Sé quién eres (2017)
- Foodie love (2019)
- Días de Navidad (2019)
- La fossa (2020)